# كايل زيمر (لاعب كرة قاعدة)
كايل زيمر (بالإنجليزية: Kyle Zimmer)‏ (و. 1991  م) هو لاعب كرة قاعدة أمريكي، ولد في لاهويا، مركز لعبه هو مرسل الكرة ‏.

## التعليم
تعلم في جامعة سان فرانسيسكو
.

## روابط خارجية
- كايل زيمر على موقع دوري كرة القاعدة الرئيسي (الإنجليزية)
- كايل زيمر على موقعبيزبول رفرنس.كوم (الدوري الرئيسي) (الإنجليزية)
- كايل زيمر على موقعبيزبول رفرنس.كوم (الدوري الثانوي) (الإنجليزية)
- كايل زيمر على موقع إي إس بي إن.كوم (أم.أل.بي) (الإنجليزية)
- كايل زيمر على موقع مشجعي الرسوم البيانية (الإنجليزية)